# Bistum Vanimo
Das Bistum Vanimo (lateinisch Dioecesis Uanimitana) ist eine in Papua-Neuguinea gelegene römisch-katholische Diözese mit Sitz in Vanimo. 

## Geschichte
Papst Paul VI. gründete mit der Apostolischen Konstitution Omnium Ecclesiarum am 13. September 1963 die Apostolische Präfektur Vanimo aus Gebietsabtretungen des Apostolischen Vikariats Aitape. 
Mit der Apostolischen Konstitution Laeta incrementa wurde sie am 15. November 1966 zum Bistum erhoben.
Katecheten leisten inzwischen einen Großteil der Glaubensverkündigung und der Seelsorge.

## Ordinarien

### Apostolischer Präfekt von Vanimo
- Paschal Sweeney CP (20. September 1963 – 15. November 1966)

### Bischöfe von Vanimo
- Paschal Sweeney CP (15. November 1966 – 22. September 1979)
- John Etheridge  CP (24. April 1980 – 7. Februar 1989)
- Cesare Bonivento PIME (21. Dezember 1991 – 5. Februar 2018)
- Francis Meli (seit 5. Februar 2018)

## Statistik
| Jahr | Bevölkerung | Bevölkerung | Bevölkerung | Priester     | Priester         | Priester       | Priester               | Ständige Diakone | Ordensleute  | Ordensleute      | Pfarreien |
| Jahr | Katholiken  | Einwohner   | %           | Gesamtanzahl | Diözesanpriester | Ordenspriester | Katholiken je Priester | Ständige Diakone | Ordensbrüder | Ordensschwestern | Pfarreien |
| ---- | ----------- | ----------- | ----------- | ------------ | ---------------- | -------------- | ---------------------- | ---------------- | ------------ | ---------------- | --------- |
| 1969 | 4.658       | 35.643      | 13,1        | 10           | 1                | 9              | 465                    |                  | 12           | 4                | 8         |
| 1980 | 8.500       | 39.550      | 21,5        | 9            |                  | 9              | 944                    |                  | 13           | 9                | 9         |
| 1990 | 14.570      | 59.600      | 24,4        | 9            |                  | 9              | 1.618                  |                  | 19           | 5                | 9         |
| 2000 | 27.800      | 91.800      | 30,3        | 24           | 6                | 18             | 1.158                  | 1                | 27           | 25               | 12        |
| 2004 | 32.000      | 95.000      | 33,7        | 26           | 7                | 19             | 1.230                  |                  | 23           | 29               | 11        |
| 2014 | 35.500      | 101.000     | 35,1        | 21           | 3                | 18             | 1.690                  |                  | 20           | 21               | 13        |